# E. W. Scripps Company
E.W. Scripps Company ist ein US-amerikanisches Medienunternehmen mit Firmensitz in Cincinnati, Ohio. Das Unternehmen ist im Aktienindex S&P 500 gelistet.
Das Unternehmen wurde am 2. November 1878 von Edward W. Scripps gegründet. Anfangs war das Unternehmen unter dem Namen Cleveland Penny Press bekannt.
Das Unternehmen ist nicht zu verwechseln mit dem Medienunternehmen Scripps League of Newspapers.

## Zeitungen von Scripps
Zum Unternehmen gehörten unter anderem folgende Zeitungen:
- The Abilene Reporter-News (Abilene, Texas)
- Daily Camera (Boulder, Colorado) – 2009 verkauft an MediaNews Group
- Daily News (San Francisco, Kalifornien)
- Colorado Daily (Boulder, Colorado) – 2009 verkauft an MediaNews Group
- The Commercial Appeal (Memphis, Tennessee)
- Evansville Courier & Press (Evansville, Indiana)
- Kitsap Sun (Bremerton, Washington)
- The Knoxville News-Sentinel (Knoxville, Tennessee)
- Naples Daily News (Naples, Florida)
- The Port St. Lucie News (Port St. Lucie, Florida) – Abgetrennt von Stuart News
- Stuart News (Stuart, Florida) – Erste von Scripps erworbene Zeitung im Jahre 1965
- The Tribune (Scripps) (Fort Pierce, Florida)
- Ventura County Star (Ventura, Kalifornien)
- Vero Beach Press Journal (Vero Beach, Florida)
- San Angelo Standard-Times (San Angelo, Texas)
- Corpus Christi Caller-Times (Corpus Christi, Texas)

Die Zeitungen Birmingham Post-Herald in Birmingham, Alabama, Albuquerque Tribune in Albuquerque, New Mexico, Cincinnati Post in Cincinnati, Ohio und die Rocky Mountain News in Denver, Colorado wurden vom Unternehmen eingestellt.
Die Zeitungen des Unternehmens wurden in die Journal Media Group überführt und diese dann 2016 von Gannett übernommen.

## Ehemalige Fernsehsparte
Zu E. W. Scripps gehörten 15 Fernsehstationen sowie mehrere eigene Kabelfernsehnetzwerke:
- HGTV
- Food Network
- Travel Channel
- Great American Country
- DIY Network
- Fine Living

Am 1. Juli 2008 wurde die Fernsehsparte abgespalten und ging als Scripps Networks Interactive an die Börse, sie wurde 2017 von Discovery Communications übernommen.